# Joseph Cotten
Pour les articles homonymes, voir Cotten.
Joseph Cotten, de son nom complet Joseph Cheshire Cotten, est un acteur américain, né le 15 mai 1905 à Petersburg (Virginie) et mort le 6 février 1994 à Westwood (Californie).

## Biographie
Après avoir œuvré plusieurs années comme journaliste pour divers magazines et d’autres publications, Joseph Cotten commence au début des années 1930 à travailler comme comédien au théâtre. Au milieu de la décennie, il rejoint Orson Welles et son projet théâtral Mercury Theater  et participe entre autres, comme comédien, à sa mise en scène de la pièce de Shakespeare Jules César. Il atteint l’apogée de sa carrière théâtrale aux côtés de Katharine Hepburn et Van Heflin dans la comédie de Philip Barry The Philadelphia Story.
Joseph Cotten accompagne Orson Welles à Hollywood, où en 1941 il obtient un rôle majeur dans son premier film Citizen Kane. Dans le rôle d’un fidèle compagnon du personnage incarné par Welles, Charles Foster Kane, Cotten convainc la critique et commence une carrière prospère comme interprète de personnages romantiques dans des mélodrames. La même année on le voit avec Merle Oberon dans Lydia de Julien Duvivier. L’année suivante il est occupé par la production, émaillée de nombreux revers, de Welles, La splendeur des Amberson, que celui-ci a également mis en scène. Son meilleur rôle il l’a sans doute tenu dans L’ombre d’un doute sous la direction d’Alfred Hitchcock dans le personnage d’un assassin qui rend visite à sa famille dans une petite bourgade et est soupçonné par sa nièce. 
La carrière hollywoodienne de Joseph Cotten est consolidée par la signature d’un contrat avec David O. Selznick. La stature de l’acteur grandit en quelques années pour faire de lui un des acteurs les plus demandés pour des films d’amour dramatiques de la décennie aux côtés de grandes stars féminines comme Deanna Durbin dans Liens éternels en 1943 et peu après dans le rôle d’un énigmatique étranger qui sauve à la dernière minute une Ingrid Bergman menacée par la démence dans le film de George Cukor Hantise (1944). La même année il travaille pour la première fois avec le metteur en scène William Dieterle, qui tire lors des années qui suivent, les meilleures performances des prestations de Joseph Cotten. Dans le projet Étranges vacances Ginger Rogers incarne une jeune femme qui doit lutter secrètement pour son bonheur et contre des préjugés. Quelques mois plus tard on peut voir Cotten en mystérieux admirateur de Claudette Colbert dans le mélodrame à succès Depuis ton départ de John Cromwell. Un des plus grands succès dans la carrière de Joseph Cotten est Le poids d’un mensonge, toujours de Dieterle, sorti en 1945. Le film le représente en soldat qui écrit sous un faux nom des lettres passionnées à une jeune femme interprétée par Jennifer Jones. Une soudaine amnésie de la jeune femme entraîne bon nombre de complications à surmonter par le couple avant de pouvoir enfin se trouver.
Un certain changement d’habitude a été son rôle dans Duel au soleil, film qui en 1946 entraîne d’importantes rentrées financières et qui pour son évocation ouverte de sexe, de violence et de haine raciale provoque des complications avec la commission de censure. Un des rôles les plus connus de Cotten est celui qu'il a dans la comédie politique Ma femme est un grand homme, qui fait obtenir à Loretta Young l’Oscar pour son interprétation d’une employée de maison d’origine suédoise embauchée par un élu du congrès des États-Unis et qui remporte en fin de compte elle-même un siège au Congrès. Vers la fin de la décennie, Joseph Cotten tourne encore sous la direction de Dieterle et à nouveau aux côtés de Jennifer Jones et Ethel Barrymore une histoire d’amour qui se déroule sur plusieurs décennies, Le portrait de Jennie (1948). Ensuite il joue le rôle principal dans Le troisième homme de Carol Reed. En 1949 Cotten travaille à nouveau avec Hitchcock et Ingrid Bergman dans le drame Les amants du capricorne, mais le film est un fiasco financier. À peine plus fructueuse est sa collaboration avec King Vidor sur La garce où il incarne le mari tourmenté de Bette Davis qui, par ses escapades, avortements et infidélités, le pousse au désespoir. Un succès suit sous la direction de Dieterle avec Joan Fontaine dans Les amants de Capri qui sort dans les cinémas fin 1950. Pendant les années 1950 la partie glorieuse de la carrière de Joseph Cotten est révolue, mais lors des décennies suivantes il reste un acteur de caractère très employé au cinéma et à la télévision. Il incarne entre autres en 1953 le mari de Marilyn Monroe dans le thriller Niagara ainsi que le médecin sournois de Bette Davis dans Chut…chut chère Charlotte en 1964. Il continue également à travailler comme comédien de théâtre et à Broadway on le voit dans des pièces à succès comme Sabrina Fair. Des années plus tard, il est surtout employé comme acteur de seconds rôles comme dans le thriller de science-fiction Soleil vert (1973) ou comme pasteur chez Michael Cimino dans son western tardif La porte du paradis (1980). Il joue également les invités vedettes dans plusieurs séries télé. Durant l’été 1981 Joseph Cotten subit une crise cardiaque suivie peu après d’une attaque cérébrale, ce qui pendant un temps handicape son élocution. À la suite de cela, il se retire du cinéma et de la scène.
Joseph Cotten a été marié avec Leonore Kipp de 1931 à la mort de celle-ci en 1960. En secondes noces, il est marié avec l’actrice Patricia Medina. En 1987, il publie son autobiographie Vanity will get you somewhere. En 1994, il meurt à l’âge de 88 ans des suites d'une pneumonie. Il est enterré au cimetière de Blandford.

## Citation
« Orson Welles a désigné Citizen Kane  comme son meilleur film, Alfred Hitchcock opte pour L'Ombre d'un doute et Sir Carol Reed a choisi Le Troisième Homme - et je joue dans chacun de ces films. »

## Filmographie sélective

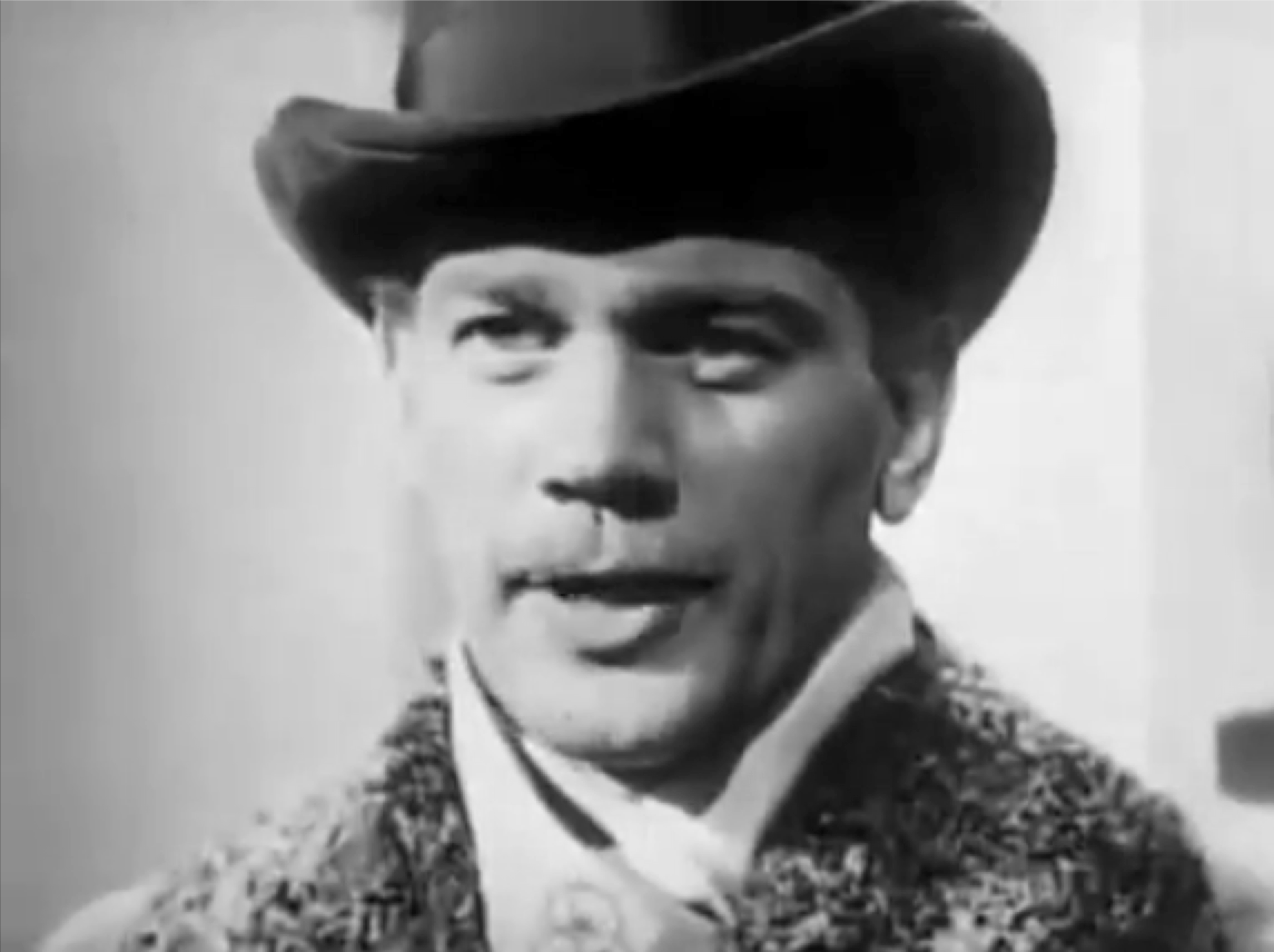
Joseph Cotten dans La Splendeur des Amberson en 1942

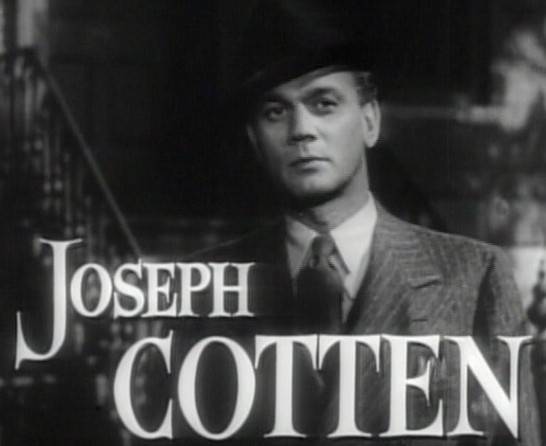
Joseph Cotten dans L'Ombre d'un doute en 1943

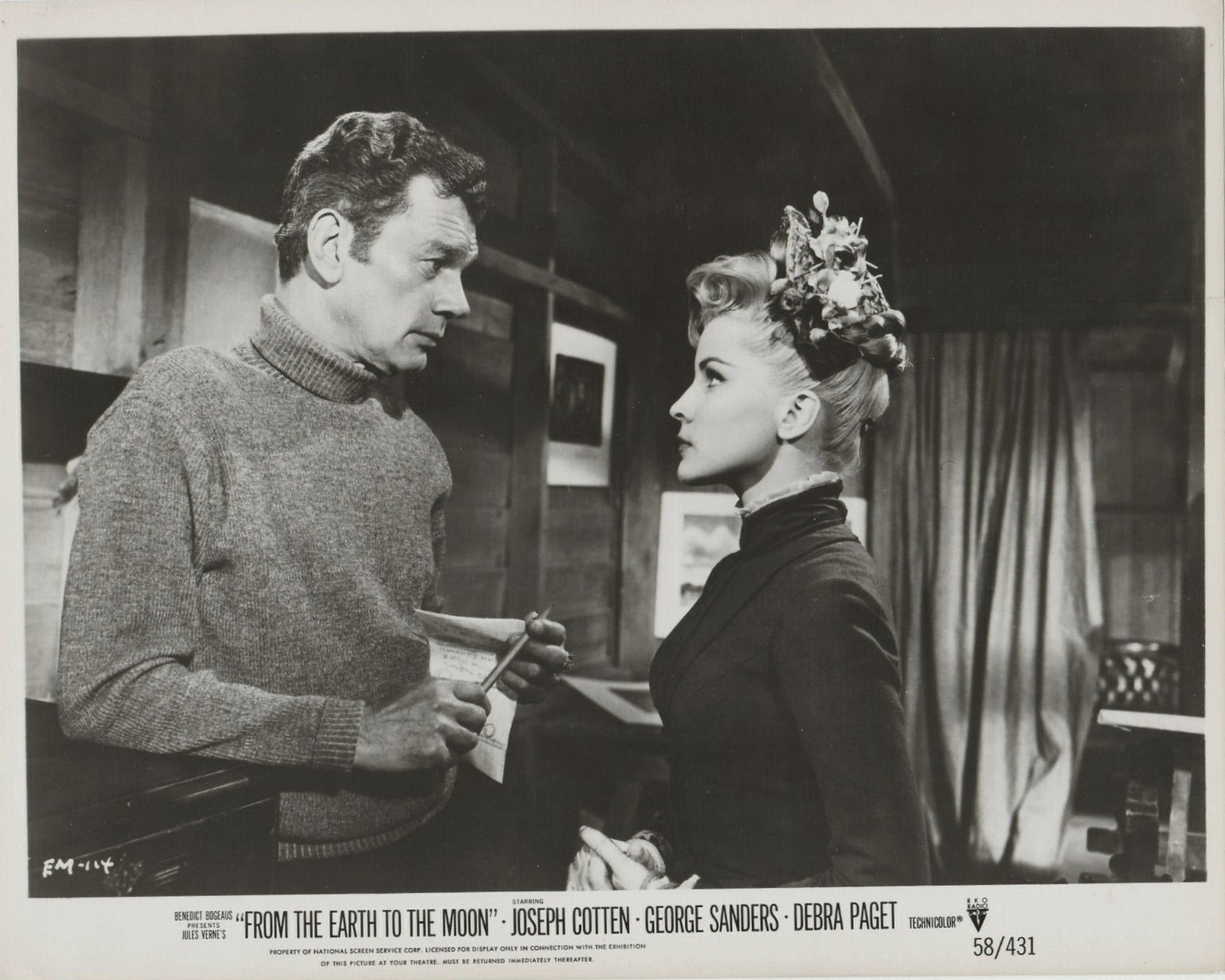
Joseph Cotten avec Debra Paget dans De la Terre à la Lune (From the Earth to the Moon) (1958).

- 1938 : Too much Johnson d'Orson Welles (court-métrage)
- 1941 : Citizen Kane d'Orson Welles : Jedediah Leland
- 1941 : Lydia de Julien Duvivier
- 1942 : La Splendeur des Amberson (The Magnificent Ambersons) d'Orson Welles : Eugene Morgan
- 1943 : Voyage au pays de la peur (Journey into fear) de Norman Foster
- 1943 : L'Ombre d'un doute (Shadow of a Doubt) d’Alfred Hitchcock : Charlie Oakley
- 1943 : Liens éternels (Hers to hold) de Frank Ryan
- 1944 : Hantise (Gaslight) de George Cukor
- 1944 : Depuis ton départ (Since You Went Away) de John Cromwell
- 1944 : Étranges Vacances (I'll be seeing you) de William Dieterle
- 1945 : Le Poids d'un mensonge (Love Letters) de William Dieterle
- 1946 : Duel au soleil (Duel in the sun) de King Vidor : Jess Mc Canless
- 1947 : Ma femme est un grand homme (The Farmer's Daughter) de H.C. Potter
- 1948 : Le Portrait de Jennie (Portrait of Jennie) de William Dieterle
- 1949 : La Garce (Beyond the Forest) de King Vidor
- 1949 : Le Troisième Homme (The Third Man) de Carol Reed : Holly Martins
- 1949 : Les Amants du Capricorne (Under Capricorn) d’Alfred Hitchcock
- 1950 : Les Amants de Capri (September Affair), de William Dieterle
- 1950 : Les Rebelles de Fort Thorn (Two flags west) de Robert Wise
- 1950 : L'Étranger dans la cité (Walk Softly, Stranger) de Robert Stevenson
- 1951 : Madame sort à minuit (Half Angel) de Richard Sale
- 1951 : Pékin Express de William Dieterle
- 1951 : L'Homme au manteau noir (The Man with a Cloak) de Fletcher Markle
- 1952 : Le Piège d'acier (The Steel Trap) d'Andrew L. Stone
- 1952 : Othello (Othello ou The Tragedy of Othello: The Moor of Venice) d'Orson Welles : un sénateur vénitien (non crédité)
- 1952 : Passage interdit ou La révolte gronde (Untamed Frontier) de Hugo Fregonese
- 1953 : Niagara de Henry Hathaway : George Loomis
- 1953 : Meurtre prémédité (A Blueprint for Murder) d'Andrew L. Stone
- 1955 : L'accident (Breakdown) (série télévisée) d’Alfred Hitchcock in Alfred Hitchcock présente (Alfred Hitchcock Presents)
- 1956 : Le Fond de la bouteille de Henry Hathaway
- 1956 : Le Tueur s'est évadé (The Killer Is Loose) de Budd Boetticher
- 1958 : Le réveillon manqué (Together) (série télévisée) de Robert Altman in Alfred Hitchcock présente (Alfred Hitchcock Presents)
- 1958 : La Soif du mal (Touch of Evil) d’Orson Welles : le coroner
- 1958 : De la Terre à la Lune (From the Earth to the Moon) de Byron Haskin
- 1959 : Attaque Nocturne (Dead Weight) (série télévisée) de Stuart Rosenberg in Alfred Hitchcock présente (Alfred Hitchcock Presents)
- 1960 : L'Ange pourpre (The Angel Wore Red) de Nunnally Johnson
- 1961 : El Perdido (The Last Sunset) de Robert Aldrich
- 1964 : Chut... Chut, chère Charlotte (Hush... Hush, Sweet Charlotte) de Robert Aldrich
- 1965 : Le Massacre des sioux (The Great Sioux Massacre) de Sidney Salkow
- 1965 : Piège au grisbi (The Money trap) de Burt Kennedy
- 1965 : Les Forcenés (Gli uomini dal passo pessante) d'Albert Band et Mario Sequi
- 1966 : La Statue en or massif (The Oscar) de Russell Rouse
- 1967 : Diamant d'as / Le Valet de carreau (Jack of diamonds) de Don Taylor
- 1967 : Some May Live (en) de Vernon Sewell
- 1967 : Les Cruels (I crudeli) de Sergio Corbucci
- 1967 : Brighty (en) (Brighty of Grand Canyon) de Norman Foster
- 1967 : Gangster 70 (Un giorno di fuoco / Days of fire) de Mino Guerrini
- 1968 : Petulia de Richard Lester
- 1968 : Rio Hondo (Comanche blanco / Hour of vengeance) de José Briz
- 1969 : Latitude zéro (Kaitei daisenso – Ido zero daisakusen / Latitude zero military tactics) d’Ishirō Honda
- 1969 : Hollywood : The Selznick years documentaire de Marshall Flaun
- 1970 : La Sauterelle (en) (The grasshopper) de Jerry Paris
- 1970 : Tora! Tora! Tora! (Tora! Tora! Tora!) de Richard Fleischer
- 1970 : Le Virginien (TV) saison 8 épisode 19 (A time of terror) : Le juge Will McMasters
- 1970 : Le Virginien (TV) saison 9 épisode 06 (Gun quest) : Le juge Hobbs
- 1971 : L'Abominable Docteur Phibes (The abominable Dr Phibes) de Robert Fuest
- 1971 : Lady Frankenstein, cette obsédée sexuelle (Lady Frankenstein / La figlia di Frankenstein) d'Aureliano Luppi et Mel Welles : le baron Frankenstein
- 1972 : L'Enterrée vive (The Screaming Woman) de Jack Smight (Téléfilm)
- 1972 : Baron vampire (Gli orrori del castello di Norimberga / Baron blood) de Mario Bava
- 1972 : Doomsday voyage (en) de John Vidette
- 1972 : L'Argent de la vieille (Lo scopone scientifico) de Luigi Comencini
- 1972 : Les Rues de San Francisco (Série TV) - Saison 1, épisode 18 (A Collection of Eagles) : John R. James
- 1973 : Soleil vert (Soylent Green) de Richard Fleischer : William R. Simonson
- 1973 : A Delicate Balance de Tony Richardson
- 1975 : Timber Tramps (en) de Tay Garnett
- 1975 : Vérités et Mensonges (F for Fake) d'Orson Welles
- 1975 : Bracelets de sang (Il giustiziere sfida la città) d'Umberto Lenzi
- 1975 : Un sussurro nel buio / A whisper in the dark de Marcello Aliprandi
- 1977 : L'Ultimatum des trois mercenaires (Twilight's last gleaming) de Robert Aldrich
- 1977 : Les Naufragés du 747 (Airport '77) de Jerry Jameson
- 1978 : L'Ordre et la sécurité du monde de Claude d'Anna
- 1978 : Caravane (Caravans) de James Fargo
- 1978 : Le Crime du siècle (Indagine su un delitto perfetto) d'Aaron Leviathan
- 1979 : Le Continent des hommes-poissons (L'Isola degli uomini pesce) de Sergio Martino
- 1979 : SOS Concorde (Concorde Affaire '79) de Ruggero Deodato
- 1979 : Guyana, la secte de l'enfer (Guyana : Crime of the Century) de René Cardona Jr.
- 1979 : Le Corbillard (en) (The hearse) de George Bowers
- 1979 : Bizarre, bizarre (Tales of unexpected) S1 episode 7 - De la musique pour les chats (Edward the Conqueror)
- 1980 ; Bizarre, bizarre (Tales of unexpected) S2 episode10 - Attention à la Peinture (Depart in Peace)
- 1980 : La Porte du paradis (Heaven's Gate) de Michael Cimino : le révérend Gordon Sutton
- 1980 : La Maison du cauchemar (en) (Delusion / The house where death lives) d'Alan Beattie
- 1981 : Le Survivant d'un monde parallèle (The Survivor) de David Hemmings : le prêtre